# Премия «Грэмми» за лучшую запись года
Пре́мия «Грэ́мми» за лу́чшую за́пись го́да (англ. Grammy Award for Record of the Year) присуждается Национальной академией искусства и науки звукозаписи за «художественные достижения, техническое мастерство и значительный вклад в развитие звукозаписи без учёта продаж альбома и его позиции в чартах».
«Запись года», является одной из 4 самых престижных категорий из примерно 100 других номинаций этой премии (Большая четвёрка, The Big Four, наряду с такими как «Лучший новый исполнитель», «Песня года» и «Альбом года»). Вручается ежегодно, начиная с 1-й церемонии «Грэмми» в 1959 году.
В соответствии с руководством 54-й церемонии «Грэмми», награда вручается «коммерчески выпущенным синглам или песням с новыми вокальными или инструментальными записями. Композиция с альбома предыдущего года может быть номинирована при условии, что песня не была выпущена в прошлом году, а альбом не выиграл „Грэмми“. Награду получают исполнитель(и), продюсер(ы), звукоинженер(ы) и/или инженеры сведения записи.» Начиная с 55-й церемонии «Грэмми», инженеры мастеринга также считаются номинантами и могут быть награждены в данной категории.
«Запись года» связана с «Песней года» и «Альбомом года», но концептуально отличается от них:
- «Запись года» вручается за сингл или песню с альбома. Эта награда вручается исполнителю, продюсеру и звукоинженерам песни. В этом смысле, «record» означает запись одной песни, но не композиции или целого альбома песен. Часто эта номинация представляет наиболее успешные песни года.
- «Песня года» также вручается за отдельный сингл или песню, но её получателем является автор, поэт-песенник, впервые создавший песню. В этом смысле «song» означает написанную песню, а не записанную, как в предыдущей номинации.
- «Альбом года» присуждается за весь альбом, а награда вручается исполнителю, продюсерам, инженерам записи и мастеринга альбома. Таким образом, «album» означает записанный сборник песен, а не отдельные песни или композиции.

## История
Премия в этой номинации вручается с 1959 года.
- 1959—1965: только артистам-исполнителям.
- 1966—1998: исполнителям и продюсерам.
- 1999— … : исполнителям, продюсерам и звукоинженерам.

В период с 1965 по 1980 год в номинации «Запись Года» артист, являющийся одновременно продюсером собственной записи, получал одну премию Грэмми как артист и дополнительную премию как продюсер.

## Рекорды
Пол Саймон является рекордсменом по числу побед в этой категории — 3 раза (за песни «Mrs. Robinson», «Bridge Over Troubled Water», «Graceland»). Певица Роберта Флэк стала первой, кто смог выиграть Запись года в течение двух лет подряд: на премиях 1973 и 1974 года за песни «The First Time Ever I Saw Your Face» и «Killing Me Softly with His Song». Повторить этот успех смогла только группа U2 («Beautiful Day» (2001) и «Walk On» (2002)), а также Билли Айлиш с песней  «bad guy» (2020)  и «everything i wanted» (2021).
Другими исполнителями, получившими две «Грэмми» за Запись года, стали Генри Манчини («Moon River», «Days of Wine and Roses»), Арт Гарфанкел («Mrs. Robinson», «Bridge Over Troubled Water»), The 5th Dimension («Up, Up And Away», «Aquarius/Let the Sunshine In»), Эрик Клэптон («Tears in Heaven», «Change the World»), Нора Джонс («Don’t Know Why», «Here We Go Again»), Марк Ронсон («Rehab», «Uptown Funk») и Адель («Rolling In The Deep», «Hello»).
Фрэнк Синатра — рекордсмен по числу номинаций не только среди мужчин, но и среди всех исполнителей — 7 раз, но одержать победу он смог единожды в 1967 году с песней «Strangers In The Night». Британский коллектив The Beatles больше всего раз был в числе номинантов среди групп — 4 раза (песни «I Want to Hold Your Hand», «Yesterday», «Hey Jude» и «Let it Be»), но так и не смог одержать победу. Барбра Стрейзанд — лидер по числу номинаций среди женщин — 5 раз (песни «Happy Days Are Here Again», «People», «Evergreen (Love Theme from A Star Is Born)», «You Don’t Bring Me Flowers» и «Woman In Love»), но как и The Beatles, радость победы обошла исполнительницу.
За всю историю «Грэмми» только семь исполнителей одержали победу в Записи года и Лучшем новом исполнителе на одной церемонии, это: Бобби Дарин (1960 год), Кристофер Кросс (1981 год), Шерил Кроу (1995 год), Нора Джонс (2003 год), Эми Уайнхаус (2008 год), Сэм Смит (2015 год) и Билли Айлиш (2020).
4 раза в истории женщины были в абсолютном большинстве среди номинантов (4 из 5), но при этом в двух случаях исполнительницы проиграли. В 2015 выиграл Сэм Смит (среди номинантов были: Сия с «Chandelier», Меган Трейнор с «All About That Bass», Тейлор Свифт с «Shake It Off» и Игги Азалия с «Fancy»), а в 1977 выиграла группа Eagles (среди номинантов были: Линда Ронстадт, Кристал Гейл, Барбра Стрейзанд и Дебби Бун).
Лишь дважды в истории Грэмми в категории Запись года было номинировано не 5 как обычно, а 6 исполнителей. Это произошло в 2013 и 1962 годах. И в 2021 году было объявлено, что на церемонии вручения (2022) за победу будут бороться девять исполнителей.

## 2020-е
| Год  | Победитель(и) | Песня               | Номинанты | Фото        | Примечания    |
| ---- | --- | ------------------- | --- | ----------- | ------------- |
| 2025 | Кендрик Ламар — продюсеры: Шон Момбергер, Mustard и Sounwave — звукоинженеры: Рэй Чарльз Браун-младший и Джонатан Тернер — мастеринг: Николас де Порсель, | Not Like Us         | - «Now and Then» — The Beatles - «Texas Hold 'Em» — Бейонсе - «Espresso» — Сабрина Карпентер - «360» — Charli XCX - «Birds of a Feather» — Билли Айлиш - «Good Luck, Babe!» — Чаппелл Рон - «Fortnight» — Тейлор Свифт при участии Post Malone                                                                                        |             | [ 11 ]        |
| 2024 | Майли Сайрус — продюсеры: Kid Harpoon & Tyler Johnson — звукоинженеры: Michael Pollack, Brian Rajaratnam & Марк «Спайк» Стент — мастеринг: Joe LaPorta    | Flowers             | - «What Was I Made For?» — Билли Айлиш - «Worship» — Джон Батист - «Not Strong Enough» — Boygenius - «On My Mama» — Виктория Моне - «Vampire» — Оливия Родриго - «Anti-Hero» — Тейлор Свифт - «Kill Bill» — SZA |             | [ 12 ]        |
| 2023 | Лиззо | About Damn Time     | - «Don’t Shut Me Down» — ABBA - «As It Was» — Гарри Стайлз |             | [ 13 ]        |
| 2022 | Silk Sonic — продюсеры: Бруно Марс, D'Mile — звукоинженеры: Сербен Генеа, Джон Хейнс Чарльз Мониз — мастеринг: Рэнди Меррилл                              | Leave the Door Open | - Drivers License — Оливия Родриго - Freedom — Джон Батист - Happier Than Ever — Билли Айлиш - I Get a Kick Out of You — Тони Беннет Леди Гага - Kiss Me More — Доджа Кэт при участии SZA - Montero (Call Me By Your Name) — Lil Nas X - Peaches — Джастин Бибер при участии Дэниэла Сизара и Giveon - Right on Time — Брэнди Карлайл |             |               |
| 2021 | Билли Айлиш — продюсер: Финнеас О'Коннелл — звукоинженеры: Роб Кинельски, Финнеас О’Коннелл — мастеринг: Джон Гринхэм                                     | Everything I Wanted | - «Black Parade» — Бейонсе - «Colors» — Black Pumas - «Rockstar» — DaBaby при участии Родди Рича - «Say So» — Doja Cat - «Everything I Wanted» — Билли Айлиш - «Don’t Start Now» — Дуа Липа - «Circles» — Post Malone - «Savage» — Megan Thee Stallion при участии Бейонсе                                                            | Билли Айлиш | [ 14 ]        |
| 2020 | Билли Айлиш — продюсеры: Финнеас О'Коннелл, Роб Кинельски — мастеринг: Джон Гринхэм                                                                       | «Bad Guy»           | - «Hey,Ma» — Bon Iver - «7 rings» — Ариана Гранде - «Hard Place» — H.E.R. - «Talk» — Khalid - «Old Town Road» — Lil Nas X при участии Билли Рэй Сайруса - «Truth Hurts» — Лиззо - «Sunflower» — Post Malone и Swae Lee | Билли Айлиш | [ 15 ] [ 16 ] |

## 2010-е
| Год  | Победитель(и) | Песня                              | Номинанты | Фото                   | Примечание           |
| ---- | --- | ---------------------------------- | --- | ---------------------- | -------------------- |
| 2019 | Чайлдиш Гамбино — звукоинженеры: Kesha Lee, Людвиг Йоранссон, Alex Tumay, Riley Mackin & MixedByAli — мастеринг: Mike Bozzi — продюсеры: Ludwig Göransson & Childish Gambino | «This is America»                  | - «I Like It» — Карди Би, Bad Bunny и J Balvin - «The Joke» — Brandi Carlile - «God’s Plan» — Дрейк - «Shallow» — Lady Gaga и Bradley Cooper - «All the Stars» — Kendrick Lamar и SZA - «Rockstar» — Post Malone при участии 21 Savage - «The Middle» — Zedd, Maren Morris и Grey | Чайлдиш Гамбино        | [ 17 ] [ 18 ]        |
| 2018 | Бруно Марс — звукоинженеры: Сербан Генеа, Джон Ханс & Чарльз Мониз — продюсеры: Shampoo Press & Curl — мастеринг: Том Койн | «24K Magic»                        | - «Humble» — Кендрик Ламар | Бруно Марс             | [ 19 ] [ 20 ] [ 21 ] |
| 2017 | Адель — продюсер Грег Кёрстин; — звукоинженеры: Алекс Паско, Грег Кёрстин, Джулиан Бург, Лиам Нолан, Том Элмирст; — мастеринг: Том Койн и Рэнди Мерилл. | «Hello»                            | - «Stressed Out» — Twenty One Pilots | Адель (2016)           | [ 22 ]               |
| 2016 | Марк Ронсон при участии Бруно Марса; — продюсеры: Джефф Бхаскер, Филип Лоуренс, Бруно Марс и Марк Ронсон; — звукоинженеры: Джош Блэр, Риккардо Дамиан, Сербан Генеа, Уэйн Гордон, Джон Ханс, Ином Хак, Бу Митчелл, Чарльз Мониз и Марк Ронсон; — мастеринг: Том Койн.                  | «Uptown Funk»                      | - «Can’t Feel My Face» — The Weeknd | Марк Ронсон (2011)     | [ 23 ]               |
| 2015 | Сэм Смит; — продюсеры: Стив Фицморис, Родни Джеркинс и Джимми Нейпс; — звукоинженеры: Мэттью Чамплин, Стив Фицморис, Джимми Нейпс, Стив Прайс; — мастеринг: Том Койн. | «Stay with Me» (Darkchild Version) | - «All About That Bass» — Меган Трейнор | Сэм Смит (2015)        | [ 24 ]               |
| 2014 | Daft Punk (Тома Бангальтер и Ги-Мануэль де Омем-Кристо) при участии Фаррела Уильямса и Найла Роджерса; — продюсеры: Тома Бангальтер и Ги-Мануэль де Омем-Кристо; — звукоинженеры: Питер Франко, Мик Газааски, Флориан Лагатта и Дэниел Лернер; — мастеринг: Антуан Шабер и Боб Людвиг. | «Get Lucky»                        | - «Blurred Lines» — Робин Тик при участии T.I. и Фаррела Уильямса | Daft Punk (2007)       | [ 25 ]               |
| 2013 | Готье при участии Кимбры; — продюсер: Готье; — звукоинженеры: Готье и Франсуа Тета; — мастеринг: Уильям Боуден. | «Somebody That I Used to Know»     | - «We Are Never Ever Getting Back Together» — Тейлор Свифт | Готье (2012)           | [ 26 ]               |
| 2012 | Адель; — продюсер Пол Эпуорт; — звукоинженеры: Марк Ранкин и Том Элмхирст. | «Rolling in the Deep»              | - «Holocene» — Bon Iver - «Grenade» — Бруно Марс - «The Cave» — Mumford & Sons - «Firework» — Кэти Перри | Адель (2011)           | [ 27 ]               |
| 2011 | Lady Antebellum (Дейв Хейвуд, Чарльз Келли, Хилари Скотт); — продюсеры: Lady Antebellum (Дейв Хейвуд, Чарльз Келли, Хилари Скотт) и Пол Уорли; — звукоинженер: Кларк Шлейхер. | «Need You Now»                     | - «Empire State of Mind» — Jay Z и Алиша Киз | Lady Antebellum (2010) | [ 28 ]               |
| 2010 | Kings of Leon (Калеб Фоллоуилл, Джаред Фоллоуилл, Мэтью Фоллоуилл и Натан Фоллоуилл); — продюсеры: Ангело Петралья и Джакир Кинг; — звукоинженер: Джакир Кинг. | «Use Somebody»                     | - «Halo» — Бейонсе - «I Gotta Feeling» — The Black Eyed Peas - «You Belong with Me» — Тейлор Свифт | Kings of Leon (2007)   | [ 29 ]               |

## 2000-е
| Год  | Победитель(и) | Песня                        | Номинанты | Фото                                   | Примечание |
| ---- | --- | ---------------------------- | --- | -------------------------------------- | ---------- |
| 2009 | Элисон Краус и Роберт Плант; — продюсер: Ти-Боун Бёрнетт; — звукоинженер: Майк Пирсент. | «Please Read the Letter»     | - «Chasing Pavements» — Адель - «Paper Planes» — M.I.A. | Элисон Краус (2007)                    | [ 30 ]     |
| 2008 | Эми Уайнхаус; — продюсер: Марк Ронсон; — звукоинженеры: Дом Морли, Габриель Рот, Марк Ронсон, Самуэль «Vaughan» Меррик и Том Элмхерст. | «Rehab»                      | - «The Pretender» — Foo Fighters | Эми Уайнхаус (2007)                    | [ 31 ]     |
| 2007 | Dixie Chicks (Марти Магуайр, Натали Мэнс и Эмили Робинсон); — продюсер: Рик Рубин; — звукоинженеры: Крис Теста, Джим Скотт и Ричард Додд. | «Not Ready to Make Nice»     | - «Be Without You» — Мэри Джей Блайдж | Натали Мэнс и Эмили Робинсон (2003)    | [ 32 ]     |
| 2006 | Green Day (Билли Джо Армстронг, Майк Дёрт и Фрэнк Эдвин Райт III); — продюсеры: Green Day (Билли Джо Армстронг, Майк Дёрт и Фрэнк Эдвин Райт III) и Роб Кавалло; — звукоинженеры: Крис Лорд-Элдж и Дуг МакКин. | «Boulevard of Broken Dreams» | - «Gold Digger» — Канье Уэст | Билли Джо Армстронг и Майк Дёрт (2004) | [ 33 ]     |
| 2005 | Рэй Чарльз при участии Норы Джонс; — продюсер: Джон Р. Бурк; — звукоинженеры: Эл Шмитт, Марк Флеминг и Терри Ховард. | «Here We Go Again»           | - «Let’s Get It Started» — The Black Eyed Peas - «American Idiot» — Green Day - «Heaven» — Los Lonely Boys - «Yeah!» — Ашер при участии Лил Джона и Ludacris | Рэй Чарльз (1969)                      | [ 34 ]     |
| 2004 | Coldplay (Гай Берримен, Джонни Баклэнд, Уилл Чемпион, Фил Харви, Крис Мартин); — продюсеры: Coldplay (Гай Берримен, Джонни Баклэнд, Уилл Чемпион, Фил Харви, Крис Мартин) и Кен Нельсон; — звукоинженеры: Coldplay (Гай Берримен, Джонни Баклэнд, Уилл Чемпион, Фил Харви, Крис Мартин), Кен Нельсон и Марк Фитман. | «Clocks»                     | - «Hey Ya!» — OutKast | Coldplay (2008)                        | [ 35 ]     |
| 2003 | Нора Джонс; — продюсеры: Ариф Мардин, Джей Ньюленд и Нора Джонс; — звукоинженер: Джей Ньюленд | «Don't Know Why»             | - «A Thousand Miles» — Ванесса Карлтон - «How You Remind Me» — Nickelback                                                                                    | Нора Джонс (2007)                      | [ 36 ]     |
| 2002 | U2 (Боно, Адам Клейтон, Эдж, Ларри Маллен); — продюсеры: Ино Брайан и Даниэль Лануа; — звукоинженеры: Ричард Рейни и Стив Лиллиуайт. | «Walk On»                    | - «Video» — Индиа.Ари | U2                                     | [ 37 ]     |
| 2001 | U2 (Боно, Адам Клейтон, Эдж, Ларри Маллен); — продюсеры: Ино Брайан и Даниэль Лануа; — звукоинженеры: Ричард Рейни и Стив Лиллиуайт. | «Beautiful Day»              | - «Say My Name» — Destiny’s Child - «I Try» — Мэйси Грэй - «Bye Bye Bye» — ’N Sync                                                                           | U2                                     | [ 38 ]     |
| 2000 | Santana (Родни Холмс, Тони Линдсей, Карл Перазо, Raul Rekow, Бенни Риетвельд, Карлос Сантана и Честер Томпсон) при участии Роба Томаса; — продюсер: Мэтт Серлетик; — звукоинженер: Дэвид Тинер. | «Smooth»                     | - «No Scrubs» — TLC | Santana (1971)                         | [ 39 ]     |

## 1990-е
| Год  | Победитель(и) | Песня                     | Номинанты                                     | Фото                 | Примечание |
| ---- | --- | ------------------------- | --------------------------------------------- | -------------------- | ---------- |
| 1999 | Селин Дион; — продюсеры: Джеймс Хорнер, Саймон Франглен и Уолтер Афанасьефф; — звукоинженеры: Дэвид Глисон, Умберто Гатика, Саймон Франглен. | «My Heart Will Go On»     | - «You’re Still the One» — Шанайя Твейн       | Селин Дион (2012)    | [ 40 ]     |
| 1998 | Шон Колвин; — продюсер: Джон Левентал | «Sunny Came Home»         | - «I Believe I Can Fly» — Ар Келли            | Шон Колвин (2008)    | [ 41 ]     |
| 1997 | Эрик Клэптон; — продюсер: Бэбифейс | «Change the World»        | - «1979» — The Smashing Pumpkins              | Эрик Клэптон (2005)  | [ 42 ]     |
| 1996 | Seal; — продюсер: Тревор Хорн | «Kiss from a Rose»        | - «Waterfalls» — TLC                          | Seal (2012)          | [ 43 ]     |
| 1995 | Шерил Кроу; — продюсер: Билл Боттрелл | «All I Wanna Do»          | - «Streets of Philadelphia» — Брюс Спрингстин | Шерил Кроу (2006)    | [ 44 ]     |
| 1994 | Уитни Хьюстон; — продюсер: Дэвид Фостер | «I Will Always Love You»  | - «Harvest Moon» — Нил Янг                    | Уитни Хьюстон (1991) | [ 45 ]     |
| 1993 | Эрик Клэптон; — продюсер: Расс Тайтлман | «Tears in Heaven»         | - «Save the Best for Last» — Ванесса Уильямс  | Эрик Клэптон (2010)  | [ 46 ]     |
| 1992 | Натали Коул и Нэт Кинг Коул; — продюсер: Дэвид Фостер                                                                                        | «Unforgettable»           | - «Losing My Religion» — R.E.M.               | Натали Коул (2007)   | [ 47 ]     |
| 1991 | Фил Коллинз; — продюсеры: Хью Рэдхам и Фил Коллинз                                                                                           | «Another Day in Paradise» | - «Nothing Compares 2 U» — Шинейд О’Коннор    | Фил Коллинз (2007)   | [ 48 ]     |
| 1990 | Бетт Мидлер; — продюсер: Ариф Мардин | «Wind Beneath My Wings»   | - «The Living Years» — Mike + The Mechanics   | Бетт Мидлер (2010)   | [ 49 ]     |

## 1980-е
| Год  | Победитель(и) | Песня                           | Номинанты                                                        | Фото                                | Примечание    |
| ---- | --- | ------------------------------- | ---------------------------------------------------------------- | ----------------------------------- | ------------- |
| 1989 | Бобби Макферрин; — продюсер: Линда Гольдштейн | «Don’t Worry, Be Happy»         | - «Roll with It» — Стив Уинвуд                                   | Бобби Макферрин (2011)              | [ 50 ] [ 51 ] |
| 1988 | Пол Саймон; — продюсер: Пол Саймон | «Graceland»                     | - «Back in the High Life Again» — Стив Уинвуд                    | Пол Саймон (2007)                   | [ 52 ] [ 53 ] |
| 1987 | Стив Уинвуд; — продюсеры: Расс Тителман и Стив Уинвуд | «Higher Love»                   | - «That's What Friends Are For» — Дайон Уорвик вместе с друзьями | Стив Уинвуд (2009)                  | [ 54 ] [ 55 ] |
| 1986 | USA for Africa; — продюсер: Куинси Джонс | «We Are the World»              | - «Born in the U.S.A.» — Брюс Спрингстин                         | Куинси Джонс (2006)                 | [ 56 ] [ 57 ] |
| 1985 | Тина Тёрнер; — продюсер: Терри Бриттен | «What’s Love Got to Do with It» | - «Dancing in the Dark» — Брюс Спрингстин                        | Тина Тёрнер (1985)                  | [ 58 ] [ 59 ] |
| 1984 | Майкл Джексон; — продюсеры: Майкл Джексон и Куинси Джонс | «Beat It»                       | - «Maniac» — Майкл Сембелло                                      | Майкл Джексон (1988)                | [ 60 ] [ 61 ] |
| 1983 | Toto (Бобби Кимболл, Стив Люкатер, Дэвид Пейч, Джефф Поркаро, Майкл Поркаро, Стив Поркаро); — продюсер: Toto (Бобби Кимболл, Стив Люкатер, Дэвид Пейч, Джефф Поркаро, Майкл Поркаро, Стив Поркаро) | «Rosanna»                       | - «Chariots of Fire» — Вангелис                                  | Toto (2004)                         | [ 62 ] [ 63 ] |
| 1982 | Ким Карнс; — продюсер: Вал Гарей | «Bette Davis Eyes»              | - «Just the Two of Us» — Гровер Вашингтон-младший и Билл Уизерс  | Ким Карнс и Майкл Макдональд (1988) | [ 64 ] [ 65 ] |
| 1981 | Кристофер Кросс; — продюсер: Майкл Омартиан | «Sailing»                       | - «Woman in Love» — Барбра Стрейзанд                             | Кристофер Кросс                     | [ 66 ] [ 67 ] |
| 1980 | The Doobie Brothers (Джефф Бакстер, Джон Хартмен, Кит Кнудсен, Майкл Макдональд, Тиран Портер и Патрик Симмонс); — продюсер: Тед Темплман                                                          | «What a Fool Believes»          | - «You Don’t Bring Me Flowers» — Барбра Стрейзанд и Нил Даймонд  | The Doobie Brothers (2004)          | [ 68 ] [ 69 ] |

## 1970-е
| Год  | Победитель(и)                                                                                   | Песня                                 | Номинанты                                            | Фото                      | Примечание    |
| ---- | ----------------------------------------------------------------------------------------------- | ------------------------------------- | ---------------------------------------------------- | ------------------------- | ------------- |
| 1979 | Билли Джоэл; — продюсер: Фил Рамон                                                              | «Just the Way You Are»                | - «You Needed Me» — Энн Мюррей                       | Билли Джоэл (2009)        | [ 70 ] [ 71 ] |
| 1978 | Eagles (Дон Фелдер, Гленн Фрай, Дон Хенли, Рэнди Майснер и Джо Уолш); — продюсер: Билл Сзимкзик | «Hotel California»                    | - «You Light Up My Life» — Дебби Бун                 | Eagles (2008)             | [ 72 ] [ 73 ] |
| 1977 | Джордж Бенсон; — продюсер: Томми Липума                                                         | «This Masquerade»                     | - «If You Leave Me Now» — Chicago                    | Джордж Бенсон (2011)      | [ 74 ] [ 75 ] |
| 1976 | Captain & Tennille (Дэрил Драгон* и Тони Теннил); — продюсер: Дэрил Драгон                      | «Love Will Keep Us Together»          | - «Rhinestone Cowboy» — Глен Кэмпбелл                | Captain & Tennille (1976) | [ 76 ] [ 77 ] |
| 1975 | Оливия Ньютон-Джон, — продюсер: Джон Фаррар                                                     | «I Honestly Love You»                 | - «Midnight at the Oasis» — Мария Малдур             | Оливия Ньютон-Джон (1988) | [ 78 ] [ 79 ] |
| 1974 | Роберта Флэк, — продюсер: Джоэл Дорн                                                            | «Killing Me Softly with His Song»     | - «You’re So Vain» — Карли Саймон                    | Роберта Флэк (1992)       | [ 80 ] [ 81 ] |
| 1973 | Роберта Флэк, — продюсер: Джоэл Дорн                                                            | «The First Time Ever I Saw Your Face» | - Without You — Гарри Нилссон                        | Роберта Флэк (1992)       | [ 82 ] [ 83 ] |
| 1972 | Кэрол Кинг, — продюсер: Лу Адлер                                                                | «It’s Too Late»                       | - «You’ve Got a Friend» — Джеймс Тейлор и Кэрол Кинг | Кэрол Кинг (2000)         | [ 84 ] [ 85 ] |
| 1971 | Simon & Garfunkel; — продюсеры: Арт Гарфанкел, Пол Саймон & Рой Хэли                            | «Bridge over Troubled Water»          | - «Let it Be» — The Beatles                          | Simon & Garfunkel         | [ 86 ] [ 87 ] |
| 1970 | The 5th Dimension, — продюсер: Бонс Хауи                                                        | «Aquarius/Let the Sunshine In»        | - «Spinning Wheel» — Blood, Sweat & Tears            | The 5th Dimension (1969)  | [ 88 ] [ 89 ] |

## 1960-е
| Год  | Победитель(и) | Песня                              | Номинанты | Фото                     | Примечание      |
| ---- | --- | ---------------------------------- | --- | ------------------------ | --------------- |
| 1969 | Simon & Garfunkel (Арт Гарфанкел и Пол Саймон); — продюсеры: Арт Гарфанкел, Пол Саймон и Рой Хали                                       | «Mrs. Robinson»                    | - «Wichita Lineman» — Глен Кэмпбелл | Simon & Garfunkel (2009) | [ 90 ] [ 91 ]   |
| 1968 | The 5th Dimension (Билли Дэвис, Флоренс Лару, Мэрилин МакКу, Ламонт МакЛемор, Роналд Таунсон); — продюсеры: Джонни Риверс и Марк Гордон | «Up, Up and Away»                  | - «Somethin' Stupid» — Нэнси Синатра и Фрэнк Синатра | The 5th Dimension (1970) | [ 92 ] [ 93 ]   |
| 1967 | Фрэнк Синатра; — продюсер: Джимми Боуэн                                                                                                 | «Strangers in the Night»           | - «Almost Persuaded» — Дэвид Хьюстон - «Monday, Monday» — The Mamas & the Papas - «What Now My Love» — Герб Алперт и The Tijuana Brass - «Winchester Cathedral» — The New Vaudeville Band | Фрэнк Синатра (1960)     | [ 94 ] [ 95 ]   |
| 1966 | Герб Алперт и The Tijuana Brass; — продюсеры: Герб Алперт и Джерри Мосс                                                                 | «A Taste of Honey»                 | - «The Shadow of Your Smile» — Тони Беннетт | Герб Алперт (1966)       | [ 96 ] [ 97 ]   |
| 1965 | Стэн Гетц и Жуан Жилберту | «The Girl from Ipanema»            | - «People» — Барбра Стрейзанд | Стэн Гетц                | [ 98 ] [ 99 ]   |
| 1964 | Генри Манчини | «Days of Wine and Roses»           | - «Wives and Lovers» — Джек Джонс | Генри Манчини            | [ 100 ] [ 101 ] |
| 1963 | Тони Беннетт | «I Left My Heart in San Francisco» | - «What Kind of Fool Am I?» — Сэмми Дэвис-младший | Тони Беннетт (2006)      | [ 102 ] [ 103 ] |
| 1962 | Генри Манчини | «Moon River»                       | - «(Up A) Lazy River» — Si Zentner | Генри Манчини            | [ 104 ] [ 105 ] |
| 1961 | Перси Фейт | «Theme from A Summer Place»        | - «Nice 'n' Easy» — Фрэнк Синатра | Перси Фейт (1949)        | [ 106 ] [ 107 ] |
| 1960 | Бобби Дарин | «Mack the Knife»                   | - «The Three Bells» — The Browns | Бобби Дарин (1959)       | [ 108 ] [ 109 ] |

## 1950-е
| Год  | Победитель       | Песня                             | Номинанты | Фото                    | Примечание      |
| ---- | ---------------- | --------------------------------- | --- | ----------------------- | --------------- |
| 1959 | Доменико Модуньо | «Nel Blu Dipinto Di Blu (Volare)» | - «Catch a Falling Star» — Перри Комо - «The Chipmunk Song (Christmas Don't Be Late)» — Росс Багдасарян-старший (Дэвид Севилл) - «Fever» — Пегги Ли - «Witchcraft» — Фрэнк Синатра | Доменико Модуньо (1958) | [ 109 ] [ 110 ] |